# My Girl’s Pussy
My Girl’s Pussy (с англ. — «Киска моей девушки») — песня, записанная английским музыкантом Гарри Роем в 1931 году. Текст песни состоит из двусмысленностей, обыгрывающих двойной смысл слова «киска» (англ. pussy) в английском языке (животное и вульва).
Эстрадные песни с двусмысленным содержанием были довольно типичны в конце XIX века (ср. англ. What Did She Know About Railways?, известную по строке англ. She'd never had her ticket punched before, «Её билет ещё никто не пробивал», Мери Ллойд, 1897) и особенно в начале XX века (англ. Banana in Your Fruit Basket, Бо Картер, 1931). Тем не менее, несмотря на традиционное для мюзик-холлов притворство, что второй смысл в песню может вложить только испорченный ум, даже сегодня трудно понять, как Рой сумел записать эту классику жанра, типичной строчкой текста которой является «Я глажу её при каждом удобном случае». Рой, как и современные исполнители, начинал исполнение имитацией кошачьего мяуканья.
В конце XX века песня была записана несколько раз другими исполнителями, в том числе оркестром известного карикатуриста Р. Крамба англ. Cheap Suit Serenaders. В XXI веке песня звучала в бурлеске[уточнить] и в заставке австралийского телесериала Laid.